# Запальничка

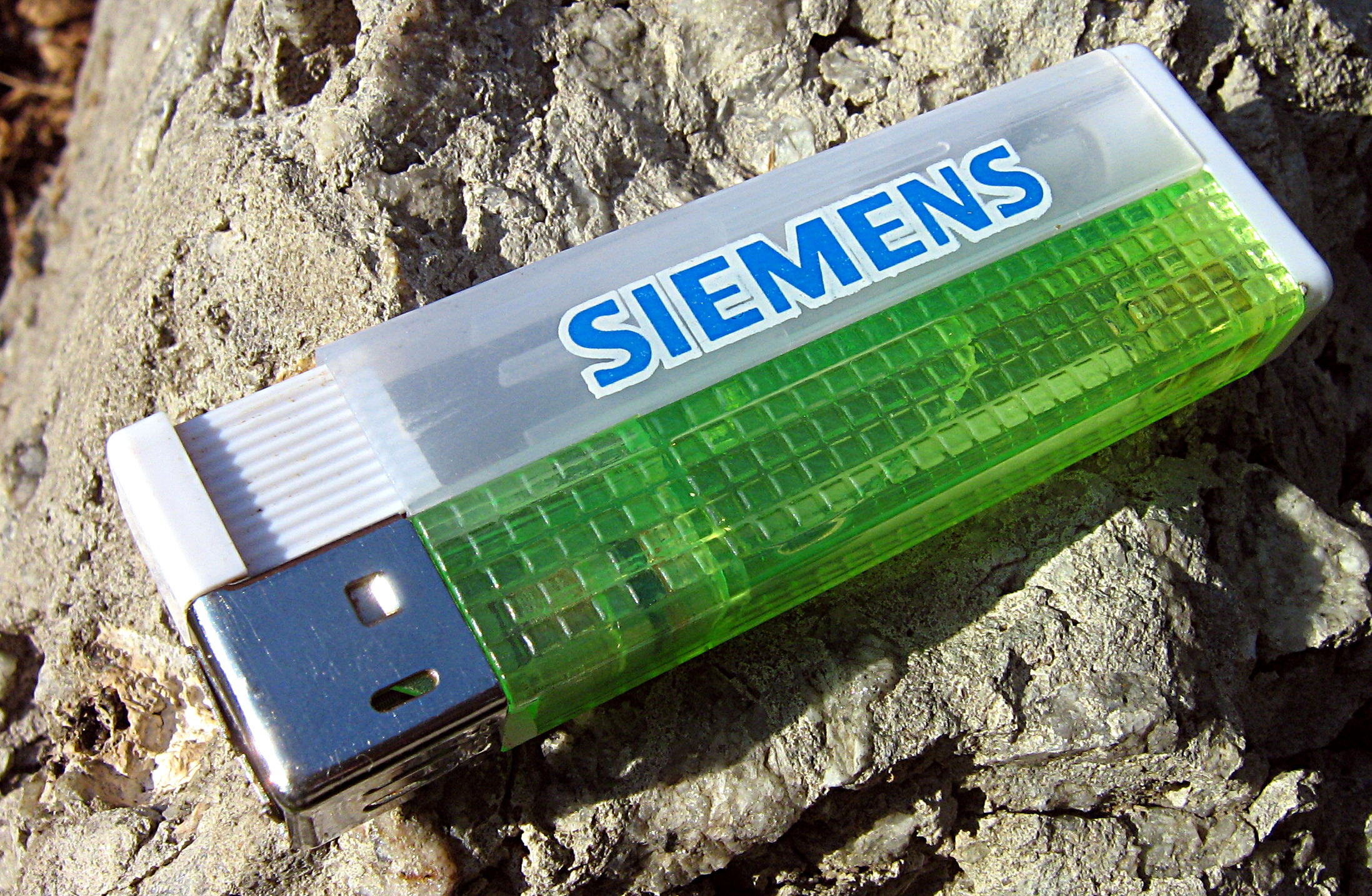
Сучасна запальничка.

Запальни́чка — невеликий портативний ручний пристрій, що використовується для отримання полум'я. Складається з металевої чи пластикової ємності, наповненої горючою рідиною чи стиснутим скрапленим газом, механізмом займання та гасіння, сопла.
Запальничку часто використовують для підпалювання сигарет, тому її також називають «запальничкою».

## Паливо

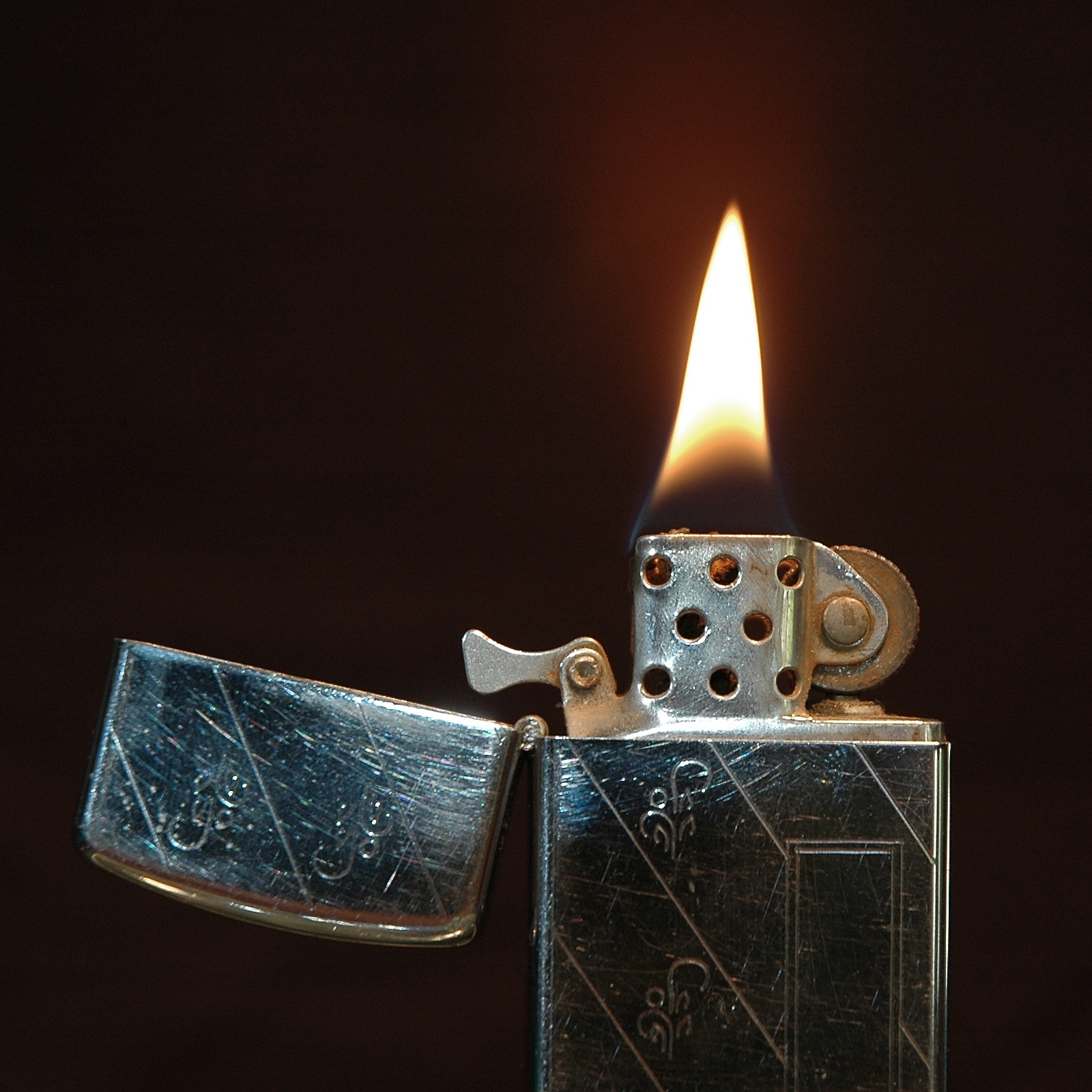
Класична бензинова запальничка фірми Zippo

Більшість варіантів використовують бензин або нижчі вуглеводні (пропан і бутан) як паливо. Зріджений нафтовий газ (пропан, бутан) або бензин є найпоширенішими видами палива для запальничок. 
Паливо запалюється іскрами, що утворюються внаслідок тертя металу об спеціальний «кремінь», коли користувач активує пристрій. Деякі запальнички натомість використовують мінерали, що забезпечують п'єзоелектричне запалювання, або є повністю електронними та живляться від акумуляторної батареї.
У бензинових запальничках полум'я отримують від спалювання парів бензину. Із ємності з паливом пари бензину подаються(витягуються) гнотом завдяки його поглинальним властивостям, що відбувається відразу після відкидання кришки запальнички. Полум'я гасне після закриття відкидної кришки. Такі запальнички легко наповнювати паливом. 

У газових запальничках у ємностях для палива зберігається в зрідженому стані газ. Газ виходить зазвичай після натискання кнопки, яка відкриває клапан ємності і тиск викликає викид газу і змішування його з повітрям. Полум'я гасять звільняючи від натискання кнопку, внаслідок чого закривається клапан та відключається газ. Бувають одноразові газові запальнички, а також ті, які можуть бути повторно заповнені.

## Запалювальний пристрій

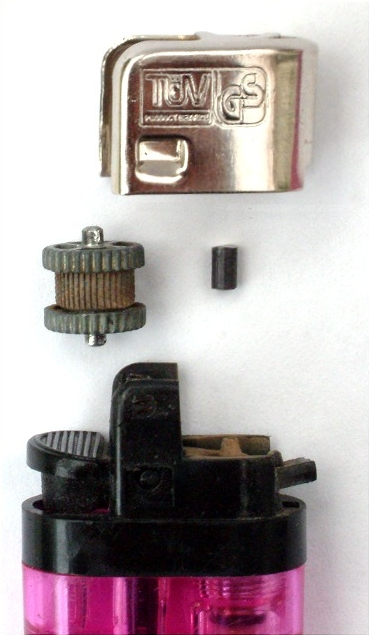
Газова запальничка з кресальним пристроєм в розібраному вигляді

Для запалювання легкозаймистих речовин необхідна іскра. В сучасних запальничках це досягається двома шляхами.

Перший спосіб полягає у використанні в запалювальному пристрої металевого висікача у формі зубчастого коліщатка і кресального каменю. Кресальними каменями служать пірофорні сплави (Фероцерій). Від обертання висікача відбувається стирання кресального каменю, внаслідок чого пірофорний сплав самозаймається (висікається багато іскор). Намокання цього механізму унеможливлює отримання полум'я, що і є головним недоліком даного способу. Коли фероцерій  використовують для розпалювання вогню у запальничці, фероцерієвий стрижень запальнички називають «кременем», оскільки обидва використовуються для розпалювання вогню. Однак фероцерій та природний кремінь («кресальний камінь») мають протилежні механічні властивості. Фероцерій використовується для розпалювання вогню разом із кресалом (висікачем), подібно до природного кременю та сталі, хоча фероцерій виконує протилежну роль порівняно з традиційною системою; замість природного кременю, який б'є крихітні частинки заліза з кресала, кресало (яке може бути у формі загартованого сталевого колеса) збиває частинки фероцерію з «кременя». Це ручне тертя створює іскру завдяки низькій температурі займання церію між 150–180 °C. Для отримання іскор можна використовувати будь-який матеріал, твердіший за сам фероцерієвий стрижень. Хоча кресало (ударник, висікач) повинне мати гострий кут, гостру крайку або рифлену накатку, щоб виробляти іскри, вуглецева сталь не є обов'язковою. Ідея про те, що вуглецева сталь необхідна для отримання іскри з феросплавного стержня, є часто повторюваним міфом, хоча вуглецева сталь дійсно робить іскру більш поширеною при ударі.

Другий спосіб полягає в одержанні електричних іскор (або електричного розряду). В цьому випадку застосовуються або гальванічні елементи, або (найчастіше) п'єзоелектрика. Такі запальнички є невразливими для вологи, оскільки полум'я з'являється внаслідок натискання кнопки.
У запальничках бувають і інші принципи дії для запалювання: займання дротом, розжареним електричним струмом; каталітичний підпал парів органічних речовин.